# Ozarba dignata
Ozarba dignata là một loài bướm đêm trong họ Noctuidae.